# 拉斯·吉尔

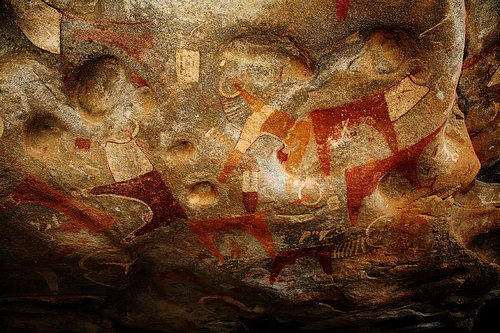
拉斯·吉尔岩洞壁画

拉斯·吉尔，也译“拉斯·盖尔”，是一处位于索马里兰的岩洞壁画群。拉斯·吉尔在索马里语中的意思是“骆驼饮水坑”。。拉斯·吉尔位于哈尔格萨郊区的农村，以岩画闻名。据估计这些岩画绘自公元前9,000或8,000至公元前3,000年的时间段。这些岩画是目前非洲之角已知最早的岩画作品之一。一些专家认为这可能是非洲保存最好的岩画。

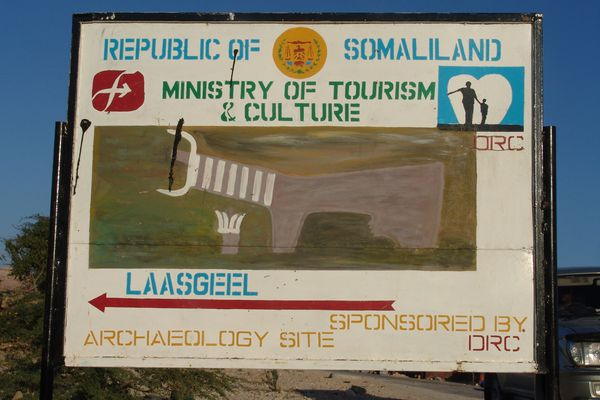
索马里兰共和国设立的旅游路标

## 概况
拉斯·吉尔有十个绘有新石器时代壁画的花岗岩洞。岩洞群位于索马里兰城市哈尔格萨郊区的一个游牧村落附近，距离纳萨·哈布罗德山不远。岩洞外游荡着很多野生羚羊。当地的游牧民亦长期在此附近放牧，雨时便在岩洞中避雨，从未关注过洞中的壁画。拉斯·吉尔现由当地居民保护。

## 发现
2002年11月至12月间，来自法国的一个研究团队在索马里兰北部进行了考古调查。探险队的目标，是在非洲之角找到包含约公元前5,000年至2,000间的文化层的岩洞。调查中，法国考古队发现了拉斯·吉尔石洞壁画，壁画分布在十个岩洞中。壁画保存良好，画上描绘了史前人类举起双手膜拜母牛的场景，母牛属無肩峰牛，牛角为里拉琴状。
远在几个世纪之前，这些壁画尚未被法国考古队发现之时，当地居民就已经发现了它们，但是这长期以来并不为国际社会所知。2003年11月，一个专家团队重访拉斯·吉尔，对这些绘画和它们的历史背景进行了细致的研究。
索马里兰北部拥有众多的考古遗迹，在海兰、加阿布莱、贡博烏勒和埃拉尤也发现了类似的岩石艺术或古代建筑遗址。然而，这些遗迹中的很多尚待探索。进一步的研究将有助于深入了解当地历史，并促进遗迹的保存。

## 内容与评价
拉斯·吉尔的洞穴壁画被认为非洲保存最完好的壁画之一。壁画描绘了身披祭礼饰物的母牛以及一旁的人类，研究人员认为这些人就是当地的古代居民。一些牛的脖子上还挂着类似项圈的饰物。除了长角的牛，壁画也表现了一些驯化的狗、长颈鹿和其它野生动物。壁画中还有一幅猎人骑马的图，这是描绘人类骑马的最早画作之一。
英国电视节目主持人西蒙·里夫在纪录片《不存在的地方》中造访了拉斯·吉尔洞穴壁画。壁画保存之完好、色彩之鲜艳令他惊叹，他说拉斯·吉尔可能是整个非洲最重要的新石器时代岩画遗址，很少有人知道索马里兰保存着这样的珍品。

## 图集

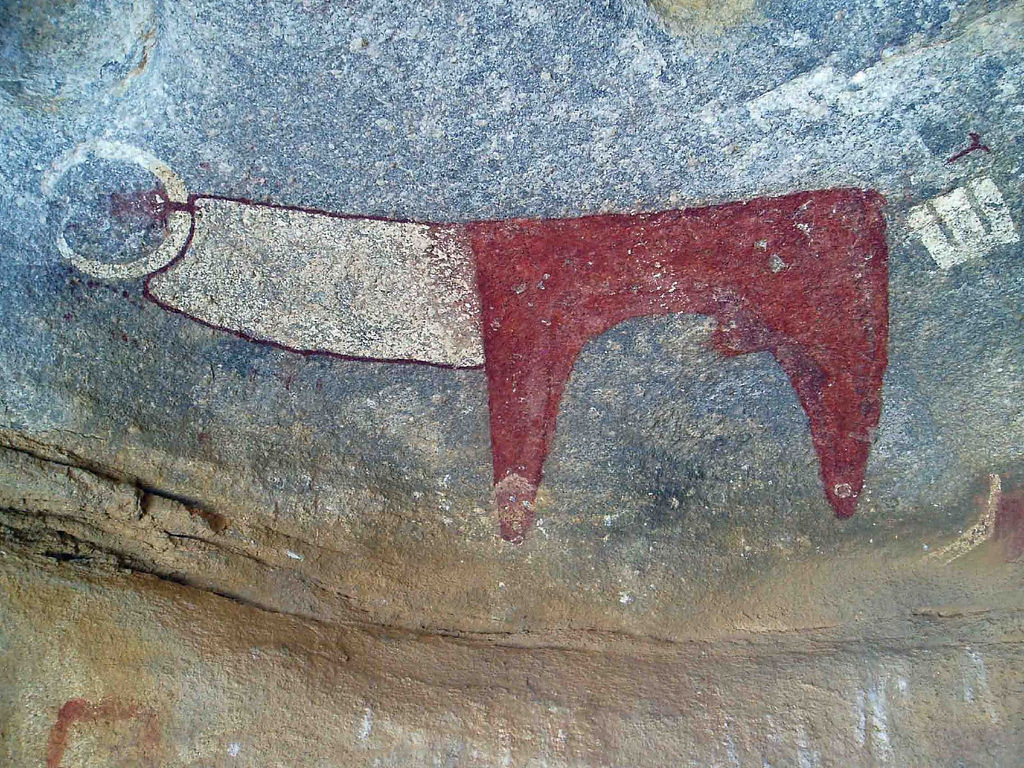
披有装饰的牛
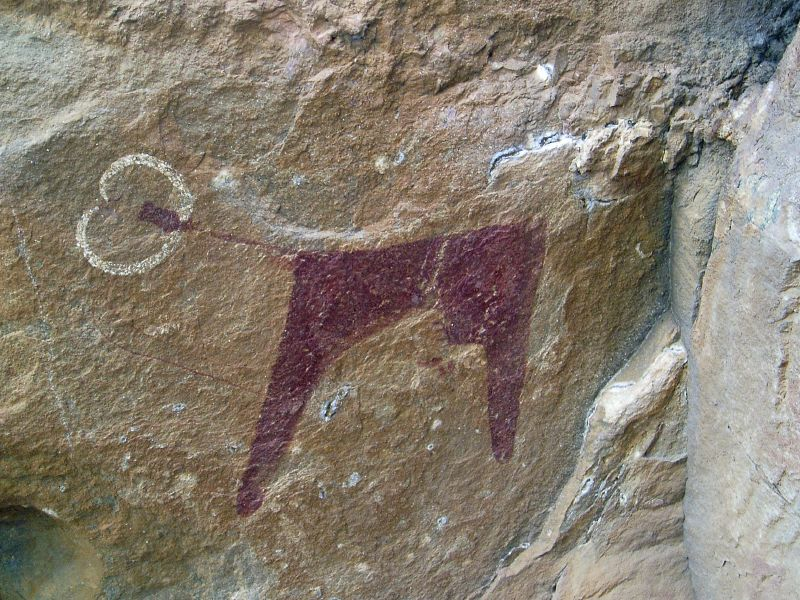
牛
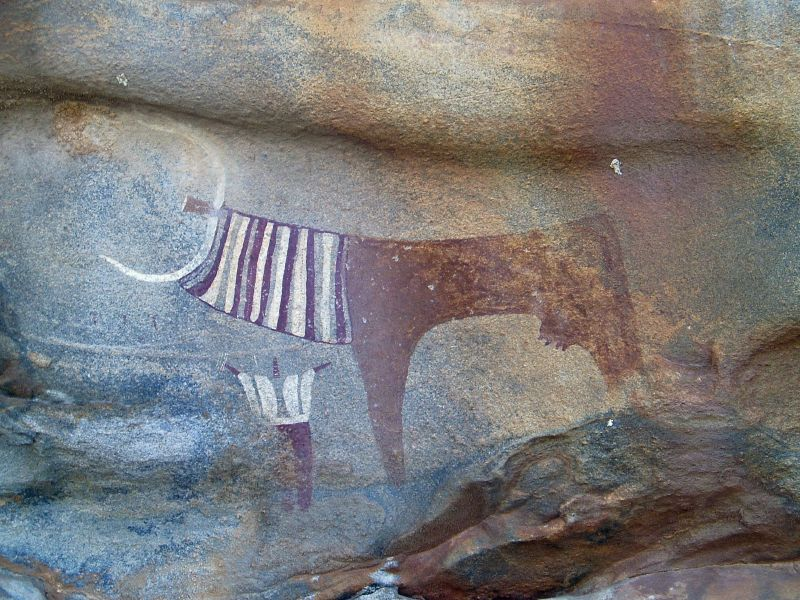
人与牛
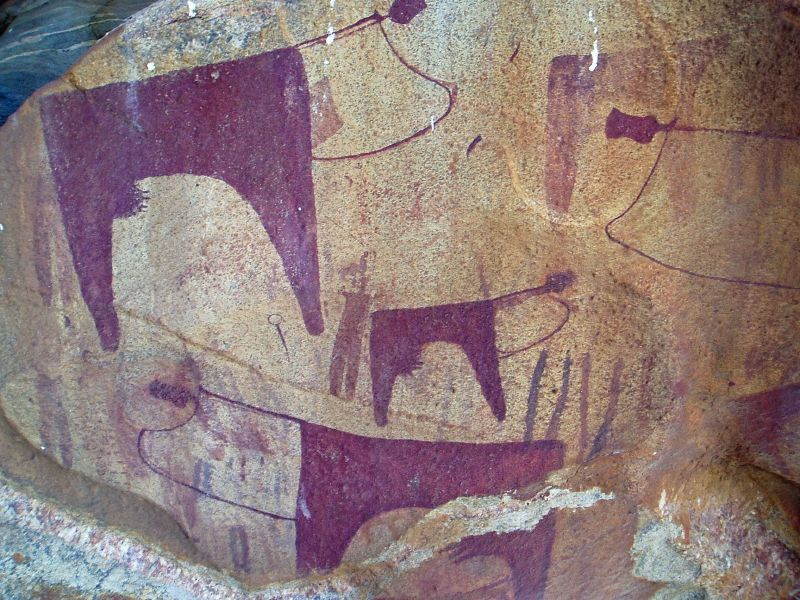
牛群
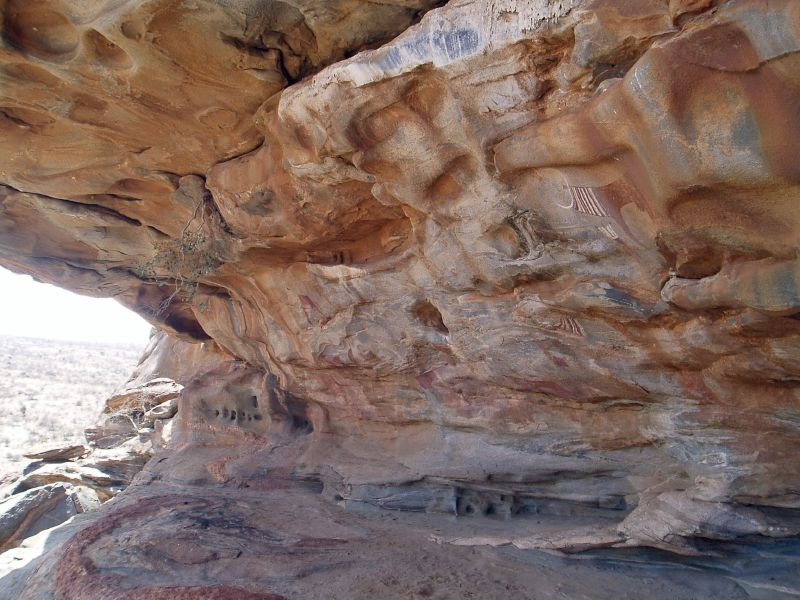
岩洞之一